# Aroana porphyrea
Aroana porphyrea là một loài bướm đêm trong họ Erebidae.